# Nager-Syndrom
Das Nager-Syndrom ist ein sehr seltenes, zu den Akrofazialen Dysostosen gehöriges angeborenes Fehlbildungssyndrom mit den Hauptmerkmalen Gliedmaßen-Defekte an den Akren und Unterkiefer-betont im Gesicht (mandibulo-faziale Dystose).
Synonyme sind: AFD1 Typ Nager; Dysostose, akrofaziale, Typ Nager; Akrodysostose, präaxiale; Dysostose, akrofaziale, Typ Nager; Mandibulofaziale Dysostose mit präaxialen Gliedmaßenanomalien; NAFD; Nager-(de)Reynier-Syndrom
Die Bezeichnung bezieht sich auf die Erstautoren der Erstbeschreibung aus dem Jahre 1948 durch den Schweizerischen HNO-Arzt Felix Robert Nager und den französischen Arzt Jean Pierre de Reynier (* 1914).

## Verbreitung
Die Häufigkeit ist nicht bekannt, bislang wurde über mehr als 100 Patienten berichtet. Die Vererbung erfolgt großteils autosomal-dominant.

## Ursache
Der Erkrankung liegen bei etwa der Hälfte der Betroffenen Mutationen im SF3B4-Gen am Genort 1q21.2 zugrunde, welches für eine Komponente des Spleißmechanismus kodiert.

## Klinische Erscheinungen
Klinische Kriterien sind:
Gesichtsbefunde des Treacher-Collins-Syndromes (Franceschetti-Syndrom) mit Reduktionsfehlbildungen des radialen Strahles kombiniert:
- Mandibulo-faziale Dysostose mit atypisch verlaufenden Lidspalten, Ptosis, Kolobom des Unterlides, fehlende Wimpern, Hypoplasie des Jochbeines und des Oberkiefers, Choanalatresie, Gaumenspalte
- Hypo-, Aplasie oder Mehrgliedrigkeit (Triphalangealer Daumen)
- Radioulnare Synostose
- Radiusaplasie
- Anomalien der Rippen oder der Wirbel
- Schallleitungsschwerhörigkeit
- selten Fehlbildung an der Tibia

## Diagnostik
Die Diagnose ergibt sich aus der klinischen Untersuchung und der Bildgebenden Diagnostik, die Diagnosesicherung erfolgt durch Nachweis der Mutation im SF3B4-Gen.
Eine pränatale Diagnose kann durch Feinultraschall vermutet und molekulargenetisch gesichert werden.

## Differentialdiagnose
Abzugrenzen sind:
- andere Formen der mandibulofazialen Dysostose wie das Treacher-Collins-Syndrom
- und der akrofazialen Dysostosen wie AFD Typ Catania, AFD Typ Patagonia, AFD Typ Genee-Wiedemann, AFD Typ Rodriquez
- Mandibulo-faziale Dysostose-Mikrozephalie-Syndrom[8]
- Goldenhar-Syndrom

## Behandlung und Prognose
Die Behandlung erfolgt symptomatisch zunächst gegen die neonatale Atemnot durch Tracheostoma und die Ernährungsprobleme durch Gastrostomie.